# Yrjö Ruutu
Yrjö Oskar Ruutu (hette fram till 1927 Ruuth), född 26 december 1887 i Helsingfors, död 27 augusti 1956 i Helsingfors, var en finländsk statsvetare och politiker.
Under 1910-talet deltog han i den finländska självständighetsrörelsen och jägarrörelsen. Under 1920-talet tillägnade han sig idéer som stod nationalsocialismen nära, men återfanns efter andra världskriget nära kommunismen. Yrjö Ruutu var professor i internationell politik vid Yhteiskunnallinen Korkeakoulu 1946-56 och rektor där 1924-32, 1935-45 och 1950-53 samt skolförvaltningens chef 1945-50.
Han var son till Wilhelm Ruuth. Han är begravd på Sandudds begravningsplats i Helsingfors.